# Thermalright
 (janvier 2016).
Thermalright est une entreprise basée à Taïwan qui fabrique des solutions de refroidissement pour ordinateurs. Le fabricant propose entre autres des radiateurs, des ventilateurs et des pâtes thermiques. Les produits de Thermalright sont surtout vendus à des joueurs, à des overclockers et à des personnes souhaitant rendre leur ordinateur plus silencieux.